# 鲴碘泡虫
鲴碘泡虫（学名：Myxobolus xenocyprisis）为碘泡科碘泡虫属的动物。在中国，分布于浙江等，营寄生生活，寄生在黄尾鲴的鳃。